# Кохат (Пакистан)
Когат (пушту کوهاټ) — місто у пакистанській провінції Хайбер-Пахтунхва, адміністративний, політичний та промисловий центр однойменного округу.

## Население
Більшість місцевих мешканців є пуштунами.
| 1961   | 1972   | 1981   | 1998    | 2003    | 2005    | 2009    | 2010    | 2012    |
| ------ | ------ | ------ | ------- | ------- | ------- | ------- | ------- | ------- |
| 49 854 | 65 202 | 77 604 | 125 271 | 151 488 | 146 000 | 170 800 | 176 156 | 166 127 |

## Клімат
| Кліматограма Когата                                                                     | Кліматограма Когата | Кліматограма Когата | Кліматограма Когата | Кліматограма Когата | Кліматограма Когата | Кліматограма Когата | Кліматограма Когата | Кліматограма Когата | Кліматограма Когата | Кліматограма Когата | Кліматограма Когата |
| --------------------------------------------------------------------------------------- | ------------------- | ------------------- | ------------------- | ------------------- | ------------------- | ------------------- | ------------------- | ------------------- | ------------------- | ------------------- | ------------------- |
| С                                                                                       | Л                   | Б                   | К                   | Т                   | Ч                   | Л                   | С                   | В                   | Ж                   | Л                   | Г                   |
| 26 18 4                                                                                 | 43 20 6             | 78 24 11            | 49 30 16            | 27 36 21            | 7.7 40 26           | 42 38 27            | 68 36 26            | 18 35 23            | 10 31 16            | 12 26 10            | 23 20 5             |
| Середня макс. і мін. температури повітря (°C) Атмосферні опади (мм), за рік : 403,7 мм. |                     |                     |                     |                     |                     |                     |                     |                     |                     |                     |                     |